# ریکو اوهارا

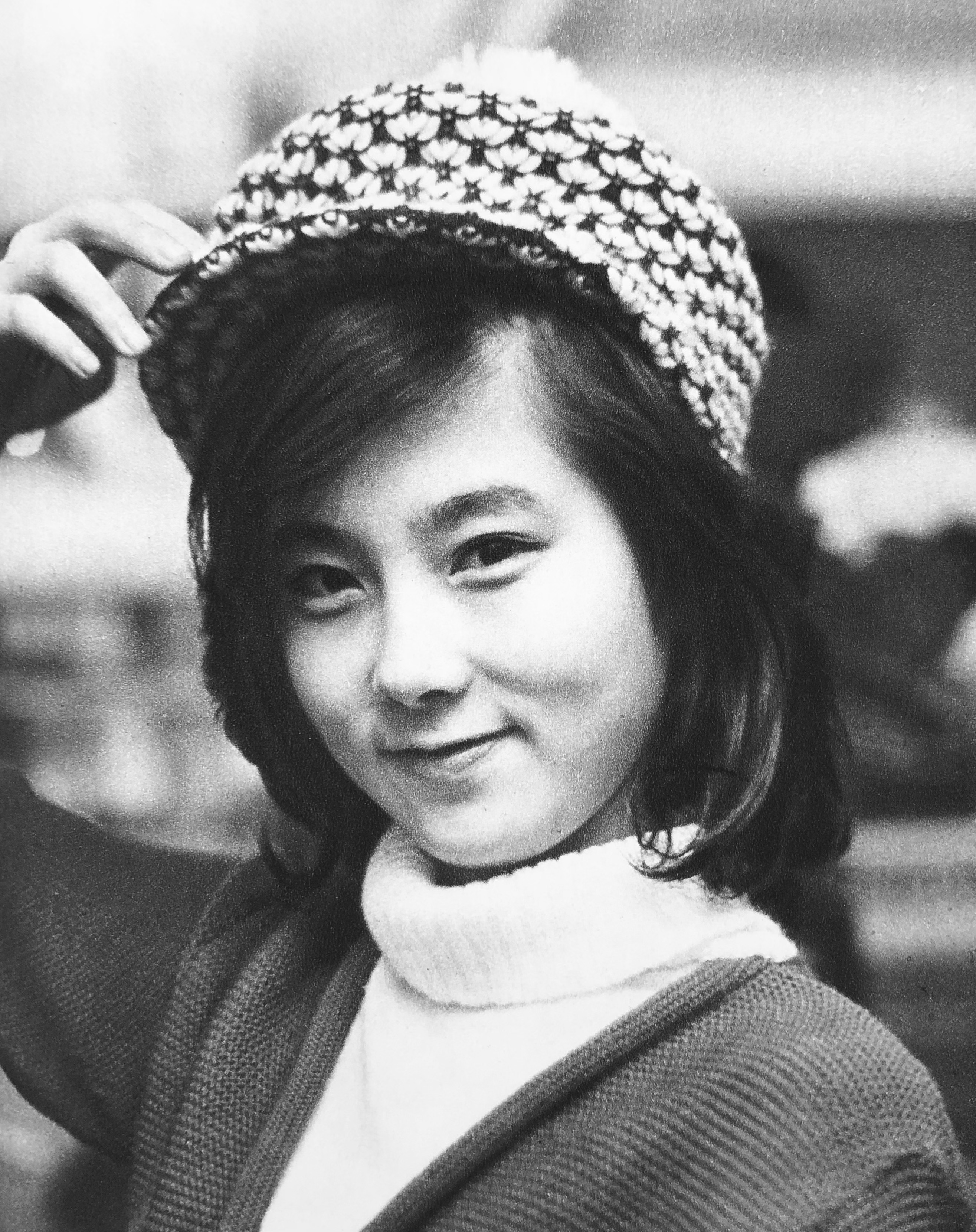
نگاره‌ای از ریوکو اوهارا، هنرپیشهٔ ژاپنی - ۱۹۶۵

ریوکو اوهارا (به ژاپنی: 大原 麗子 Ōhara Reiko)؛(۱۳ نوامبر، ۱۹۴۶ – ۳ اوت ۲۰۰۹) یک هنرپیشه، و بازیگر سینما اهل ژاپن بود.
از فیلم‌ها یا برنامه‌های تلویزیونی که وی در آن نقش داشته است می‌توان به سامورایی شوگون اشاره کرد.